# Chowkur, Piriyapatna
Chowkur là một làng thuộc tehsil Piriyapatna, huyện Mysore, bang Karnataka, Ấn Độ.